# H2O Delirious
H2O Delirious，本名喬納森（英語：Jonathan，1987年5月2日）美國籍YouTuber。截至2019年10月，其頻道已累積1200萬個訂閱者，在遊戲類頻道中排名第二十二。

## Youtube生涯

### 影片類型
H2O Delirious的影片大多數是他與其他YouTuber遊戲的過程，以蒙太奇的方式把一段一段的對話或有趣的時刻剪接成一支影片。H2O Delirious同時以其異常的笑聲和對泰迪熊的喜愛而聞名。

### 頻道
「H2O Delirious」這個頻道名稱源自喬納森在2007年時加入的戰爭機器的公會「H2O」，後他結合公會名與自己當時的遊戲ID「EXP I Delirious」，以「H2O Delirious」創立了YouTube頻道。

## 生平
喬納森於1987年5月2日出生在美國北卡羅萊納州。由於隱私方面的原因，至今為止從未在影片中露臉，也從不參與線下活動（例如大多數Youtuber都會參與的聖地牙哥動漫展）。即使是經常一起遊玩遊戲的YouTuber們，也大多不知道他的真實樣貌，有一位YouTuber「CaRtOoNz」因為曾經與喬納森的姐姐交往而認識其本人。

## 外部連結
- YouTube上的H2O Delirious頻道
- H2O Delirious的Facebook專頁
- H2O Delirious的Instagram帳戶
- H2O Delirious的X（前Twitter）